# Shōwa (Yamanashi)
Shōwa (昭和町?) è una cittadina giapponese della prefettura di Yamanashi.